# Aglaia palembanica
Aglaia palembanica är en tvåhjärtbladig växtart som beskrevs av Friedrich Anton Wilhelm Miquel. Aglaia palembanica ingår i släktet Aglaia och familjen Meliaceae. Inga underarter finns listade i Catalogue of Life.